# Старые Фундуры
Старые Фундуры (рум. Fundurii Vechi, Фундурий Векь) — село в Глодянском районе Молдавии. Относится к сёлам, не образующим коммуну.

## География
Село расположено на высоте 160 метров над уровнем моря.

## Население
По данным переписи населения 2004 года, в селе Старые Фундуры проживает 3519 человек (1671 мужчина, 1848 женщин).
Этнический состав села:
| Национальность | Число жителей | Процентный состав |
| -------------- | ------------- | ----------------- |
| молдаване      | 3410          | 96.9              |
| украинцы       | 41            | 1.17              |
| румыны         | 31            | 0.88              |
| русские        | 29            | 0.82              |
| поляки         | 3             | 0.09              |
| гагаузы        | 1             | 0.03              |
| болгары        | 1             | 0.03              |
| прочие         | 3             | 0.09              |
| Всего          | 3519          | 100 %             |